# Campeonato Chileno de Futebol de 1986 - Terceira Divisão
O Campeonato Chileno de Futebol de Terceira Divisão de 1986 (oficialmente Campeonato Oficial de Fútbol de la Tercera División de Chile 1986) foi a 6ª edição do campeonato do futebol do Chile, terceira divisão. Os 22 clubes jogam em turno e returno em dois grupos regionalizados de 12. Os dois melhores de cada grupo vão à fase final, onde o campeão e o vice são promovidos para o Campeonato Chileno de Futebol de 1987 - Segunda Divisão. O último colocado de cada grupo seria rebaixado para o Campeonato Chileno de Futebol de 1987 - Quarta Divisão

## Participantes
| Equipe                                        | Cidade                     | Região                           | No ano anterior                                                      | Estádio                                     | Capacidade | Títulos        | Participações |
| --------------------------------------------- | -------------------------- | -------------------------------- | -------------------------------------------------------------------- | ------------------------------------------- | ---------- | -------------- | ------------- |
| Club Deportivo Rengo                          | Rengo                      | Região de O'Higgins              | [ 4 ]                                                                | Estádio Municipal Guillermo Guzmán Díaz     | 5.000      | 0 (não possui) | 1             |
| Club Deportivo Cultural Doñihue               | Doñihue                    | Região de O'Higgins              | Sétimo Lugar (Zona Sul)                                              | Estádio Súper Pollo                         | 1.500      | 0 (não possui) | 6             |
| Club Deportivo Defensor Casablanca            | Casablanca                 | Região de Valparaíso             | Quinto Lugar (Zona Norte)                                            | Raúl Vargas Verdejo                         | 2.500      | 0 (não possui) | 6             |
| Club de Deportes Maipo                        | Isla de Maipo              | Região Metropolitana de Santiago | Décimo Lugar (Zona Sul)                                              | ----                                        | ---        | 0 (não possui) | 6             |
| Club Social y Deportivo Goodyear              | Maipú                      | Região Metropolitana de Santiago | Quarto Lugar (Zona Norte)                                            | ---                                         | --         | 0 (não possui) | 6             |
| Club Deportivo Lautaro de Buin                | Buin                       | Região Metropolitana de Santiago | Oitavo Lugar (Zona Sul)                                              | Estádio Lautaro de Buin                     | 1.500      | 0 (não possui) | 6             |
| Club Deportivo Tricolor Municipal             | Paine                      | Região Metropolitana de Santiago | Nono Lugar (Zona Sul)                                                | Estádio Municipal de Paine                  | ---        | 0 (não possui) | 6             |
| Club Deportivo Campos de Batalla              | Maipú                      | Região Metropolitana de Santiago | Nono Lugar (Zona Norte)                                              | ---                                         | --         | 0 (não possui) | 5             |
| Club Deportivo Municipal Talagante            | Talagante                  | Região Metropolitana de Santiago | Segundo Lugar (Zona Norte)                                           | Estádio Municipal Lucas Pacheco Toro        | ---        | 0 (não possui) | 5             |
| Club de Deportes Sportivo Cartagena           | Cartagena                  | Região de Valparaíso             | Sétimo Lugar (Zona Norte)                                            | ---                                         | --         | 0 (não possui) | 4             |
| Club de Deportes Comercio de Llay-Llay        | Llaillay                   | Região de Valparaíso             | Oitavo Lugar (Zona Norte)                                            | ---                                         | --         | 0 (não possui) | 4             |
| Juventud Puente Alto                          | Puente Alto                | Região Metropolitana de Santiago | [ 5 ]                                                                | Estádio Municipal de Puente Alto            | 1.900      | 0 (não possui) | 1             |
| Ferroviarios de Chile                         | Estación Central           | Região Metropolitana de Santiago | Sexto Lugar (Zona Norte)                                             | Estádio Ferroviário Hugo Arqueros Rodríguez | 30.000     | 0 (não possui) | 4             |
| Colchagua Club de Deportes                    | San Fernando               | Região de O'Higgins              | Segundo Lugar (Zona Sul)                                             | Estádio Municipal Jorge Silva Valenzuela    | 5.900      | 0 (não possui) | 3             |
| Juventud Chépica                              | Chépica                    | Região de O'Higgins              | Quarto Lugar (Zona Sul)                                              | ---                                         | ---        | 0 (não possui) | 3             |
| Club Deportivo General Velásquez              | San Vicente de Tagua Tagua | Região de O'Higgins              | Terceiro Lugar (Zona Sul)                                            | Estádio Municipal Augusto Rodríguez         | 3.000      | 0 (não possui) | 4             |
| Iván Mayo Club de Fútbol                      | Villa Alemana              | Região de Valparaíso             | Terceiro Lugar (Zona Norte)                                          | Estádio Ítalo Composto Scarpatti            | 3.000      | 0 (não possui) | 4             |
| Corporación Club de Deportes Santiago Morning | Independencia              | Metropolitana de Santiago        | Rebaixado do Campeonato Chileno de Futebol de 1985 - Segunda Divisão | Santa Laura                                 | 22.375     | 1 (1984)       | 2             |
| Club de Deportes Victoria                     | Victoria                   | Região de Araucanía              | Rebaixado do Campeonato Chileno de Futebol de 1985 - Segunda Divisão | Estádio Municipal de Victoria               | 3.000      | 0 (não possui) | 3             |
| Club Deportivo Con Con National               | Concón                     | Região de Valparaíso             | Convidado                                                            | ---                                         | --         | 0 (não possui) | 4             |
| Juventud Ferro                                | Chimbarongo                | Região de O'Higgins              | Convidado                                                            | Estádio Municipal de Chimbarongo            | --         | 0 (não possui) | 1             |
| Juventud O'Higgins                            | Curacaví                   | Região Metropolitana de Santiago | Acesso pelo Campeonato Chileno de Futebol de 1985 - Quarta Divisão   | Estádio Ferroviário Hugo Arqueros Rodríguez | 30.000     | 0 (não possui) | 1             |

## Campeão
| Campeão Chileno Terceira Divisão 1986                                             |
| --------------------------------------------------------------------------------- |
| Club Deportivo General Velásquez (San Vicente de Tagua Tagua) (1º título) Campeão |